# Patricia Grace
Patricia Grace (ur. 17 sierpnia 1937 w Wellington, Nowa Zelandia) – nowozelandzka pisarka maoryskiego pochodzenia.

## Twórczość
- Mutuwhenua: The Moon Sleeps, (Longman Paul, 1978; Penguin Books [NZ] Ltd., 1986; Women's Press Livewire, 1988; Cambridge University Press, 1991).
- Potiki, (Penguin Books [NZ] Ltd., 1986; Women's Press Ltd. [Great Britain], 1987); translated into Finnish, (Kaantopiiri Helsinki, 1990); German, (Unionsverlag Zurich, 1993); French, (Arlea, 1993); Dutch, (De Geus, 1994); UHP Hawaii, 1995.
- Cousins, (Penguin Books [NZ] Ltd., 1992); German translation, (Unionsverlag Zurich, 1997).
- Baby No-eyes (1998)
- Dogside Story (2001)
- Tu (2004)

### Nowele
- Waiariki, (Longman Paul, 1975; Penguin Books [NZ] Ltd, 1986); first collection of short stories by a Maori woman writer.
- The Dream Sleepers, (Longman Paul, 1980; Penguin Books [NZ] Ltd., 1986).
- Electric City and Other Stories (Penguin Books [NZ] Ltd., 1987)
- Selected Stories (Penguin [NZ] Ltd., 1991)
- The Sky People (Penguin Books [NZ] Ltd., 1994; Women's Press Ltd. Great Britain)
- Collected Stories, (Penguin Books [NZ] Ltd., 1984); first three short story volumes.

### Powieści dla dzieci
- The Kuia and the Spider/ Te Kuia me te Pungawerewere (1981)
- Watercress Tuna and the Children of Champion Street/ Te Tuna Watakirihi me Nga Tamariki o te Tiriti o Toa (1984)
- The geranium (1993)